# Cantonul Le Pont-de-Montvert
Cantonul Le Pont-de-Montvert este un canton din arondismentul Florac, departamentul Lozère, regiunea Languedoc-Roussillon, Franța.

## Comune
- Fraissinet-de-Lozère
- Le Pont-de-Montvert (reședință)
- Saint-Andéol-de-Clerguemort
- Saint-Frézal-de-Ventalon
- Saint-Maurice-de-Ventalon
- Vialas